# Peter Nielsen (piłkarz ręczny)
Peter Nielsen (ur. 21 marca 1985 we Fredericii) – duński piłkarz ręczny, grający na pozycji rozgrywającego, reprezentant Danii, zawodnik Wisły Płock.
Graczem Wisły jest od 14 lutego 2009 roku. Zadebiutował w meczu z AZS-AWFiS Gdańsk.